# خافيير خيمينيز غارسيا
خافيير خيمينيز غارسيا (بالإسبانية: Javier Jiménez García) (11 مارس 1997 في إسبانيا - ) هو لاعب كرة قدم إسباني في مركز الدفاع. لعب مع نادي فالنسيا.

## وصلات خارجية
- خافيير خيمينيز غارسيا على موقع قاعدة بيانات كرة القدم.إي يو (الإنجليزية)
- خافيير خيمينيز غارسيا على موقع Soccerway.com (الإنجليزية)